# Campionati europei di atletica leggera 2022 - Decathlon
Il concorso del decathlon dei campionati europei di atletica leggera 2022 si è svolto tra il 15 e il 16 agosto all'Olympiastadion di Monaco di Baviera, in Germania.

## Podio
| Pos.    | Atleta        | Nazionalità | Tempo    | Note |
| ------- | ------------- | ----------- | -------- | ---- |
| Oro     | Niklas Kaul   | Germania    | 8545 pt. |      |
| Argento | Simon Ehammer | Svizzera    | 8468 pt. |      |
| Bronzo  | Janek Õiglane | Estonia     | 8346 pt. |      |

## Record
Prima di questa competizione, il record del mondo (RM), il record europeo (EU) ed il record dei campionati (RC) sono i seguenti:
| Record                | Prestazione | Atleta                       | Data                               | Competizione |
| --------------------- | ----------- | ---------------------------- | ---------------------------------- | ------------ |
| Record mondiale       | 9126        | Kévin Mayer Francia          | 16 settembre 2018 Talence, Francia |              |
| Record europeo        | 9126        | Kévin Mayer Francia          | 16 settembre 2018 Talence, Francia |              |
| Record dei campionati | 8811 m      | Daley Thompson Gran Bretagna | 28 agosto 1986 Stoccarda, Germania | Europei 1986 |

### Campione in carica
Il campione europeo in carica era:
| Campione | Atleta   | Prestazione           | Data                            | Competizione |
| -------- | -------- | --------------------- | ------------------------------- | ------------ |
| Europeo  | 8431 pt. | Arthur Abele Germania | 8 agosto 2018 Berlino, Germania | Europei 2018 |

### La stagione
Prima di questa gara, gli atleti europei con le migliori tre prestazioni dell'anno erano:
| Pos. | Atleta               | Prestazione | Data                               |
| ---- | -------------------- | ----------- | ---------------------------------- |
| 1    | Kévin Mayer Francia  | 8816 pt.    | 24 luglio 2022 Eugene, Stati Uniti |
| 2    | Niklas Kaul Germania | 8434 pt.    | 24 luglio 2022 Eugene, Stati Uniti |
| 3    | Maicel Uibo Estonia  | 8425 pt.    | 24 luglio 2022 Eugene, Stati Uniti |

## Classifica finale
| Pos     | Atleta             | Nazionalità | Punti | Note                                     |
| ------- | ------------------ | ----------- | ----- | ---------------------------------------- |
| Oro     | Niklas Kaul        | Germania    | 8545  | Miglior prestazione personale stagionale |
| Argento | Simon Ehammer      | Svizzera    | 8468  | Record nazionale                         |
| Bronzo  | Janek Õiglane      | Estonia     | 8346  |                                          |
| 4       | Marcus Nilsson     | Svezia      | 8327  | Miglior prestazione personale            |
| 5       | Maicel Uibo        | Estonia     | 8234  |                                          |
| 6       | Dario Dester       | Italia      | 8218  | Record nazionale                         |
| 7       | Sander Skotheim    | Norvegia    | 8211  |                                          |
| 8       | Kai Kazmirek       | Germania    | 8151  |                                          |
| 9       | Baptiste Thiery    | Francia     | 8057  | Miglior prestazione personale            |
| 10      | Sven Roosen        | Paesi Bassi | 8021  | Miglior prestazione personale stagionale |
| 11      | Adam Helcelet      | Rep. Ceca   | 8000  | Miglior prestazione personale stagionale |
| 12      | Niels Pittomvils   | Belgio      | 7862  | Miglior prestazione personale stagionale |
| 13      | Fredrik Samuelsson | Svezia      | 7757  |                                          |
| 14      | Martin Roe         | Norvegia    | 7754  | Miglior prestazione personale stagionale |
| 15      | Arthur Abele       | Germania    | 7662  | Miglior prestazione personale stagionale |
|         | Karel Tilga        | Estonia     | dnf   |                                          |
|         | Paweł Wiesiołek    | Polonia     | dnf   |                                          |
|         | Rik Taam           | Paesi Bassi | dnf   |                                          |
|         | Tim Nowak          | Germania    | dnf   |                                          |
|         | Jiří Sýkora        | Rep. Ceca   | dnf   |                                          |
|         | Kévin Mayer        | Francia     | dnf   |                                          |